# Groupe de NGC 5005
Le groupe de NGC 5005 comprend au moins 16 galaxies situées dans la constellation des Chiens de chasse. La distance moyenne entre ce groupe et la Voie lactée est d'environ 13,1 Mpc (∼42,7 millions d'al).

## Distance des galaxies du groupe
Les galaxies de ce groupe sont relativement rapprochées et on remarque dans neuf cas, les distances obtenues par des méthodes indépendantes du décalage sont supérieures aux distances de Hubble. Pour les neuf galaxies où le nombre de mesures est supérieur à trois, la moyenne des distances donne 16,5 ± 4,0 Mpc (∼53,8 millions d'al), une valeur comparables aux distances de Hubble dont la moyenne est de 17,2 ± 1,5 Mpc (∼56,1 millions d'al). Ces moyennes ne tiennent pas compte de la galaxie IC 4182 qui est vraiment plus rapprochée et dont l'appartenance à ce groupe est très douteuse.

## Membres
Le tableau ci-dessous liste les 16 galaxies du groupe indiquées dans l'article de A.M. Garcia paru en 1993.
Abraham Mahtessian mentionne aussi l'existence de ce groupe, mais il n'y figure que quatre galaxies, soit NGC 5005, NGC 5014, NGC 5033 et IC 4213.
| Nom      | Class.    | Type                        | α (J2000.0)   | δ (J2000.0) | Vitesse radiale (km/s) | m            | Distance (Mpc) | Diamètre (kal) |              |
| -------- | --------- | --------------------------- | ------------- | ----------- | ---------------------- | ------------ | -------------- | -------------- | ------------ |
| NGC 4861 | SB(s)m?   | Spirale barrée magellanique | 12h 59m 02.3s | 34° 51′ 34″ | 835 ± 1                | 13,5         | 15,9 ± 1,1     | 24             | 7,51 ± 4,67  |
| NGC 5002 | SBm?      | Spirale barrée magellanique | 13h 10m 38.0s | 36° 38′ 02″ | 1056 ± 4               | 13,8         | 19,0 ± 1,4     | 32             | 12,8 ± 0,8   |
| NGC 5005 | SAB(rs)bc | Spirale intermédiaire       | 13h 10m 56.2s | 37° 03′ 33″ | 946 ± 5                | 9,8          | 17,3 ± 1,2     | 120            | 20,1 ± 5,1   |
| NGC 5014 | Sa?       | Spirale                     | 13h 11m 31.2s | 36° 16′ 56″ | 1135 ± 3               | 12,9         | 20,2 ± 1,4     | 28             | 16,3 ± 6,6   |
| NGC 5033 | SA(s)c    | Spirale                     | 13h 13m 27.4s | 36° 35′ 38″ | 873 ± 1                | 10,2         | 16,2 ± 1,2     | 180            | 16,5 ± 6,7   |
| NGC 5107 | SB(s)d?   | Spirale barrée              | 13h 21m 24.7s | 38° 32′ 15″ | 946 ± 4                | 13,1         | 17,1 ± 1,2     | 31             | 18,4 ± 3,6   |
| NGC 5112 | SB(rs)cd? | Spirale barrée              | 13h 21m 56.4s | 38° 44′ 05″ | 970 ± 2                | 12,1         | 17,5 ± 1,2     | 70             | 19,0 ± 8,7   |
| IC 4182A | SA(s)m    | Spirale magellanique        | 13h 05m 49.5s | 37° 36′ 18″ | 321 ± 1                | 11,1         | 8,11 ± 0,62    | 28             | 4,20 ± 0,79  |
| IC 4213  | Scd?      | Spirale                     | 13h 12m 11.2s | 35° 40′ 11″ | 815 ± 2                | 11,4         | 15,5 ± 1,1     | 51             | 19,8 ± 1,1   |
| UGC 8181 | Sdm?      | Spirale magellanique        | 13h 05m 24.6s | 32° 54′ 00″ | 897 ± 2                | 14,8         | 16,9 ± 1,2     | 18             | 18,2 ± ?B    |
| UGC 8246 | SB(s)cd   | Spirale barrée              | 13h 10m 04.4s | 34° 10′ 52″ | 808 ± 1                | 14,4         | 15,5 ± 1,1     | 59             | 17,8 ± 4,4   |
| UGC 8261 | Im        | Irrégulière magellanique    | 13h 11m 00.9s | 35° 30′ 09″ | 852 ± 4                | 14,6         | 16,0 ± 1,2     | 27             | 28,1 ± 14,2B |
| UGC 8303 | IAB(s)m   | Irrégulière magellanique    | 13h 13m 17.6s | 36° 13′ 03″ | 944 ± 5                | 13,2         | 17,3 ± 1,2     | 54             | 20,3 ± ?B    |
| UGC 8314 | Im?       | Irrégulière magellanique    | 13h 14m 01.0s | 36° 19′ 08″ | 935 ± 4                | 16,38 ± 0,14 | 17,2 ± 1,2     | 21             | x            |
| UGC 8315 | S?        | Spirale?                    | 13h 14m 10.4s | 39° 08′ 49″ | 1164 ± 97              | 14,6         | 20,4 ± 2,0     | 32             | x            |
| UGC 8323 | Im?       | Irrégulière magellanique    | 13h 14m 48.3s | 34° 52′ 51″ | 863 ± 8                | 13,8         | 16,2 ± 1,2     | 16             | 15,8 ± 3,0B  |

- A Appartenance douteuse. Avec une distance distance de Hubble inférieure à 5 Mpc, confirmée un vaste échantillon de mesures indépendantes du décalage vers le rouge, il est peu probable que IC 4182 fasse partie de ce groupe de galaxies, car elle est au moins deux fois plus rapprochées de la Voie lactée que les autres membres de ce groupe. D'ailleurs, Abraham Mahtessian place cette galaxie dans le groupe de M101.
- B Trois mesures ou moins.

Le site DeepskyLog permet de trouver aisément les constellations des galaxies mentionnées dans ce tableau ou si elles ne s'y trouvent pas, l'outil du site constellation permet de le faire à l'aide des coordonnées de la galaxie. Sauf indication contraire, les données proviennent du site NASA/IPAC.